# Кордіяк Юліан Євстахович

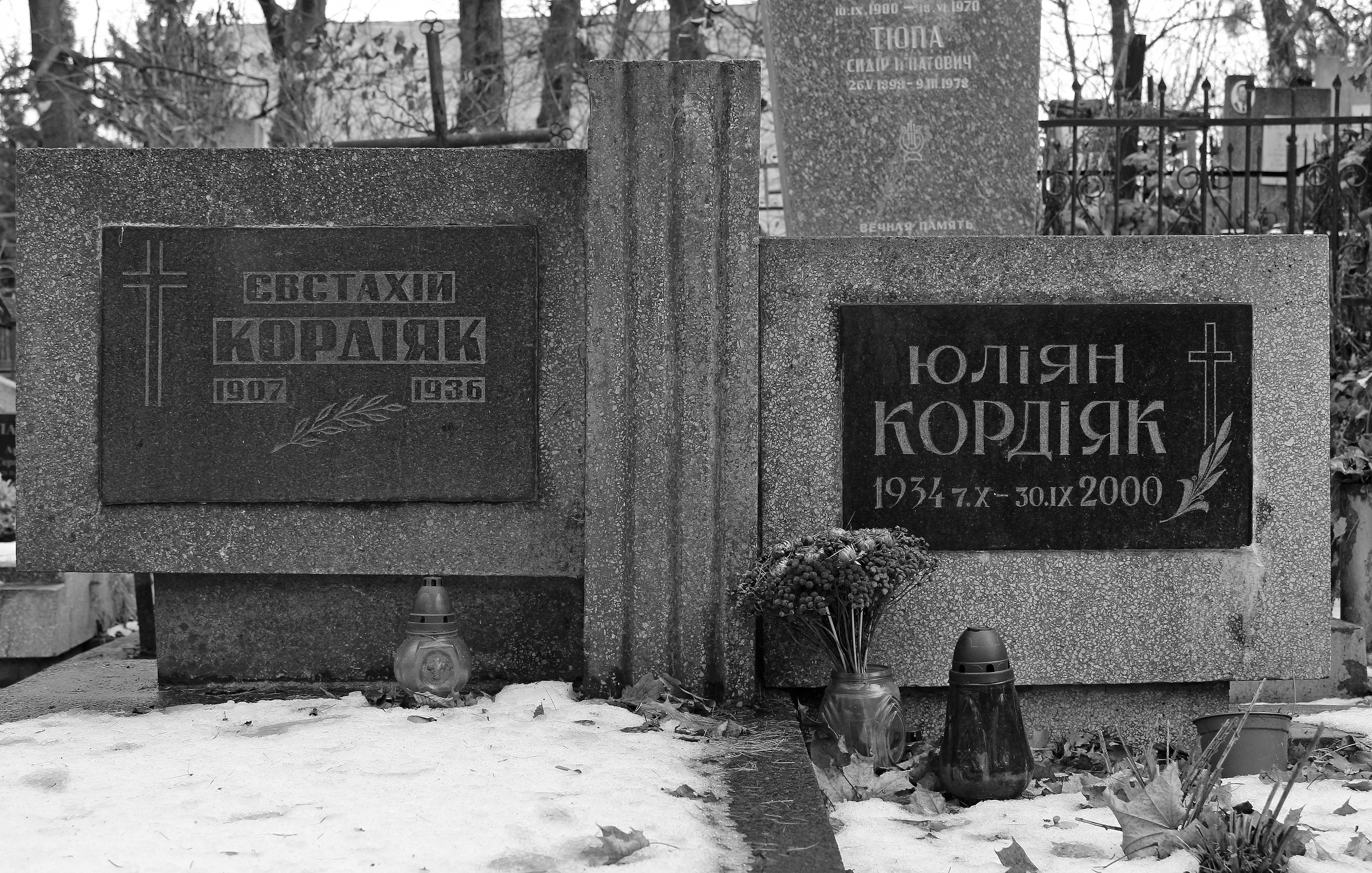

Юліа́н Євста́хович Кордія́к (7 жовтня 1934, Львів — 30 вересня 2000, там само) — український науковець, кандидат геологічних наук, спортивний журналіст, член НСЖУ, футбольний функціонер.

## Життєпис
Народився 7 жовтня 1937 р. у Львові. Закінчив львівську середню школу № 44 і пішов навчатися до Львівського політехнічного інституту на популярний тоді нафтовий факультет на спеціальність «геологія і розвідка нафтових і газових родовищ». По закінченню вишу отримав скерування до Туркменістану, де чотири роки працював на розробках нафтових та газових родовищ. Повернувшись до Львова 1960 р., працював за спеціальністю у львівському інституті геології та геохімії АН УРСР. 1982 р. здобув науковий ступінь кандидата геолого-мінералогічних наук.
Захоплювався спортивною журналістикою. Спочатку як аматор, а згодом, набравшись досвіду, знань, став знаним репортером, одним з небагатьох в Україні, хто вів свої репортажі з різних міст Радянського Союзу українською мовою. Його статті з'являлися в республіканській газеті «Радянський спорт», журналі «Фізкультура і спорт», московський «Советский спорт» запропонував йому бути позаштатним кореспондентом по західних областях України.
Звичайно, найбільше матеріалів було на футбольну тематику — у Львові розгортала свої крила команда «Карпати», матчі якої Кордіяк коментував з львівських стадіонів. Зокрема, у травні 1976 р. він їздив з командою на історичну зустріч «Карпат» з «Міланом», що закінчилася унічию, звідки привіз італійські спортивні видання, що дивувалися з успішної гри маловідомого для них клубу зі Львова. За свою журналістську кар'єру працював спеціальним кореспондентом на багатьох чемпіонатах світу та Європи, а також на літніх олімпійських іграх 1972 р. у Мюнхені, літніх олімпійських іграх 1980 р. у Москві, зимових олімпійських іграх 1984 р. у Сараєво, олімпійських іграх 1996 р. в Атланті.
Друкував статті у спортивних виданнях Львова, України та СРСР. 1980 р. вийшла його книга «Чемпіони живуть у Львові: нариси, статті», а також він є співавтором багатьох футбольних довідників-календарів.
Читали його статті також й у США, де у дев'яності роки репортажі зі Львова друкувала україномовна газета «Свобода». Це почалося 1990 р. з турне львівських «левів» по містах найбільшого скупчення українців за океаном, де львівські футболісти провели п'ять матчів. Директора спортивно-культурного комплексу НВО «Електрон» Юліана Кордіяка 1989 р., коли почалася хвиля відродження команди «Карпати», обрали першим президентом клубу. Від 1995 р. виконавчий директор Львівського обласного відділу НОК України.
Похований на 45 полі Личаківського цвинтаря.